# Plebiscito constitucional de Uruguay de noviembre de 1994
El 27 de noviembre de 1994 se realizaron dos plebiscitos constitucionales en Uruguay junto a las elecciones generales. a los votantes de les realizaron dos preguntas sobre la aprobación de dos propuestas, una de ellas para rechazar recortes en pagos de pensiones, y una sobre la proporción del presupuesto nacional dedicado a la educación. la primera propuesta fue aprobada y la segunda fue rechazada.

## Iniciativas

### Recortes en pensiones
El plebiscito sobre recortes en pensiones fue propuesto por la Asociación de Jubilados mediante recolección de firmas equivalentes a un décimo del número de votantes registrados.

### Presupuesto en educación
El plebiscito para establecer que el 27% del presupuesto nacional fuera destinado a la educación fue propuesto por la Unión de Maestros mediante la recolección de firmas. Involucraría enmendar los artículos 214, 215 y 220 de la constitución.

## Resultados

### Recortes en pensiones
| Opción                             | Votos     | %     |
| ---------------------------------- | --------- | ----- |
| A favor                            | 1,540,462 | 72.30 |
| En contra                          | 590,156   | 27.70 |
| Total                              | 2,130,618 | 100   |
| Votantes registrados/participación | 2,328,478 | 91.50 |
| Fuente:Democracia Directa          |           |       |

### Presupuesto en educación
| Opción                             | Votos     | %     |
| ---------------------------------- | --------- | ----- |
| A favor                            | 694,351   | 32.58 |
| En contra                          | 1,436,267 | 67.42 |
| Total                              | 2,130,618 | 100   |
| Votantes registrados/participación | 2,328,478 | 91.50 |
| Fuente:Democracia Directa          |           |       |